# Tüpfelwollrücken
Der Tüpfelwollrücken (Thamnophilus punctatus, Syn.: Lanius punctatus), zählt innerhalb der Familie der Ameisenvögel (Thamnophilidae) zur Gattung der Thamnophilus.
Früher wurde die Art mit dem Natterers Tropfenameisenwürger (Thamnophilus stictocephalus), Bolivien-Tropfenameisenwürger (Thamnophilus sticturus), Planalto-Tropfenameisenwürger (Thamnophilus pelzelni) und Sooretama-Tropfenameisenwürger (Thamnophilus ambiguus) jeweils als Subspezies zusammen als konspezifisch angesehen und als Thamnophilus punctatus bezeichnet.
Die Art kommt im Bergland von Guayana sowie in den Ausläufern der östlichen Anden von Venezuela bis Kolumbien und dann wieder in Ecuador und Peru vor.
Das Verbreitungsgebiet umfasst Unterholz von baumbestandenen Flächen und buschige Waldränder, Bergausläufer und angrenzendes Tiefland bis 600 m Höhe, in Venezuela örtlich bis 1500 m und im Gebiet des Río Marañón bis 1200 m.
Der lateinische Artzusatz bedeutet punktiert und bezieht sich auf die weißen Flecken.

## Merkmale
Der Vogel ist 13–15 cm groß und wiegt in der Nominatform zwischen 19 und 21 g. Es besteht ein auffälliger Geschlechtsdimorphismus, das Männchen ist schwarz-weiß, beim Weibchen überwiegen rotbraune Töne.
Das Männchen hat eine abgesetzte schwarze oder rotbraune Kappe, Stirn und Rücken sind grau mit einzelnen schwarzen Federspitzen. Kennzeichnend sind die weißen Flecken auf Schwanz, Rücken und Flügeldecken in Bindenform. Der Schwanz ist schwarz, die Unterseite grau. Das Weibchen hat eine olivfarbene Kappe, gelblich olivbraune Oberseite mit vereinzelten schwärzlichen Federspitzen, der Schwanz ist rötlich gelbbraun, die Unterseite hell olivgrün.

## Geografische Variation
Es werden folgende Unterarten anerkannt:
- T. p. punctatus (Shaw, 1809), Nominatform – Äußerster Osten Venezuelas bis Guayana und Brasilien nördlich des Amazonasflusses
- T. p. interpositus E. J. O. Hartert & Goodson, 1917 – Östliche Andenausläufer in Venezuela und angrenzendes Kolumbien

Beide werden von BirdsoftheWorld als „Northern Slaty-Antshrike (Guianan)“ Thamnophilus punctatus punctatus/interpositus zusammengefasst.
Die International Ornithologists’ Union führt folgende weitere Unterarten auf:
- T. p. leucogaster Hellmayr, 1924 – im Gebiet des Río Marañón in Südecuador und Nordperu
- T. p. huallagae Carriker, 1934 – Bereich des Huallaga Flusses in Nordperu

Beide werden von BirdsoftheWorld als „Northern Slaty-Antshrike (Peruvian)“ Thamnophilus punctatus leucogaster/huallagae zusammengefasst.

## Stimme
Gemütlich klingende nasale Tonfolge, schneller werdend aus insgesamt etwa 10 Tönen bestehend, der Warnruf ist ein hartes Knurren.

## Lebensweise
Die Nahrung besteht hauptsächlich aus Insekten, die häufig in 1 bis 6 Höhe mit kurzen Sprüngen gesucht wird. Die Art tritt meist in Paaren auf, ist nur selten in gemischten Jagdgemeinschaften zu finden, sie wippt häufig mit dem Schwanz.
Über die Brutzeit ist wenig bekannt.

## Gefährdungssituation
Der Bestand gilt als nicht gefährdet (Least Concern).